# 圖書館採訪
圖書館採訪，在圖書資訊學中，是指書籍的採購與訪視，是圖書館徵集圖書的工作。 其中“采”是指通过各种渠道进行广泛搜集，“访”是指广泛系统地进行调查研究。图书馆采访和采购不同，其根本区别在于采访是必须认真的、精挑细选的，采访对图书馆的藏书结构有着决定性的影响。

## 资料来源
1. ↑  . 凤凰网. 2012年11月6日  [2014年6月25日]. （原始内容存档于2019年9月16日）.
2. ↑  . 2011年3月8日  [2014年6月25日]. （原始内容存档于2016年3月4日）.
3. ↑  . 2006年11月9日  [2014年6月25日]. （原始内容存档于2007年9月12日）.